# Iván Márquez (Fußballspieler)
Iván Márquez Álvarez (* 9. Juni 1994 in Marbella) ist ein spanischer Fußballspieler.

## Karriere
Márquez begann mit dem Fußball in der Jugend des FC Málaga und durchlief dort alle Jugendmannschaften. Im Sommer 2013 wurde er in den Kader der zweiten Mannschaft in der viertklassigen Tercera Federación aufgenommen. Im Januar 2014 wurde er ligaintern für den Rest der Saison an den UD San Pedro verliehen. Nach seiner Rückkehr wurde er im Sommer 2014 für eine Spielzeit an den Drittligisten El Palo FC ausgeliehen. Dort war er mit 32 Ligaspielen Stammspieler und wechselte anschließend im Sommer 2015 zurück in die 4. Liga zu Atlético Madrid B. Im Sommer 2016 wechselte er zurück in die 3. Liga und er schloss sich der zweiten Mannschaft des CA Osasuna an. Er kam dort auch zu seinem ersten Einsatz für die erste Mannschaft in der ersten Liga, als er im Dezember 2016 bei der 1:3-Auswärtsniederlage gegen Sporting Gijón in der Startformation stand. Nachdem er nach Auslaufen seines Vertrages im Sommer 2017 zunächst vereinslos geworden war, schloss er sich im Oktober 2017 der Zweitvertretung des FC Valencia in der 3. Liga an.
Nach zwei Toren in 22 Ligaspielen wechselte er im Sommer 2018 nach Polen zum Erstligisten Korona Kielce. Nach 48 Ligaspielen in zwei Spielzeiten wechselte er im Sommer 2020 ligaintern zum KS Cracovia. Mit seinem Verein gewann er 2020 den polnischen Fußball-Supercup.
Im Sommer 2021 wechselte er in die Niederlande zum Erstligisten NEC Nijmegen. Dort war er absoluter Stammspieler.
Nach zwei Spielzeiten und drei Toren in 61 Ligaspielen wechselte er im Sommer 2023 nach Deutschland zum Zweitligisten 1. FC Nürnberg.
Zur Saison 2024/25 kehrte er auf Leihbasis zum NEC Nijmegen zurück.
Im Anschluss an die Leihe wechselte er fest zurück in die Niederlande zu Fortuna Sittard.

## Erfolge
- Polnischer-Fußball-Supercup-Sieger: 2020